# Abteilung
Abteilung (abbreviato in Abt) è una parola tedesca spesso usata per formazioni militari tedesche o svizzere corrispondenti ai battaglioni o distaccamenti dell'esercito italiano.
Nella Seconda guerra mondiale, il termine era di solito riferito ad unità di dimensioni paragonabili ad un battaglione (di carristi, cavalleria, reparti esploranti - Aufklärungsabteilung ed artiglieria) appartenenti all'Heer o alle Waffen-SS
Abteilung è invece traducibile con distaccamento nelle espressioni Heer-Abteilung e Korps-Abteilung.
Il tedesco usa tuttavia il vocabolo anche in contesto civile, analogamente alla voce italiana "reparto".
Ad esempio, le facoltà universitarie o gli istituti di ricerca sono suddivisi in Abteilungen ("dipartimenti" o "sezioni").